# Liste de sondages sur l'élection présidentielle française de 2012
Pour un article plus général, voir Élection présidentielle française de 2012.
Cette page dresse la liste des sondages d'opinions relatifs à l'élection présidentielle française de 2012.

## Premier tour

### Année 2012

#### Avril 2012
| Sondeur             | Date      | Nathalie Arthaud      | Philippe Poutou       | Jean-Luc Mélenchon      | François Hollande      | Eva Joly        | François Bayrou         | Nicolas Sarkozy       | Nicolas Dupont-Aignan       | Marine Le Pen      | Jacques Cheminade       |
| Sondeur             | Date      | Nathalie Arthaud (LO) | Philippe Poutou (NPA) | Jean-Luc Mélenchon (FG) | François Hollande (PS) | Eva Joly (EELV) | François Bayrou (MoDem) | Nicolas Sarkozy (UMP) | Nicolas Dupont-Aignan (DLR) | Marine Le Pen (FN) | Jacques Cheminade (S&P) |
| ------------------- | --------- | --------------------- | --------------------- | ----------------------- | ---------------------- | --------------- | ----------------------- | --------------------- | --------------------------- | ------------------ | ----------------------- |
| Sondeur             | Date      |                       |                       |                         |                        |                 |                         |                       |                             |                    |                         |
| Résultats officiels | 22 avril  | 0,56 %                | 1,15 %                | 11,10 %                 | 28,63 %                | 2,31 %          | 9,13 %                  | 27,18 %               | 1,79 %                      | 17,90 %            | 0,25 %                  |
| Ipsos               | 17 avril  | 1 %                   | 1 %                   | 14,5 %                  | 27 %                   | 2,5 %           | 10 %                    | 27 %                  | 1 %                         | 15,5 %             | 0,5 %                   |
| Harris              | 17 avril  | 0,5 %                 | 1 %                   | 12 %                    | 27 %                   | 2 %             | 11 %                    | 28 %                  | 1,5 %                       | 17 %               | <0,5 %                  |
| CSA                 | 17 avril  | 0,5 %                 | 1 %                   | 15 %                    | 28 %                   | 2 %             | 11 %                    | 24 %                  | 1,5 %                       | 17 %               | <0,5 %                  |
| Ifop                | 16 avril  | 0,5 %                 | 1 %                   | 14,5 %                  | 28 %                   | 3 %             | 9,5 %                   | 27 %                  | 1 %                         | 15,5 %             | <0,5 %                  |
| Sofres              | 13 avril  | 1 %                   | 0,5 %                 | 16 %                    | 28 %                   | 2,5 %           | 9 %                     | 26 %                  | 1 %                         | 16 %               | <0,5 %                  |
| CSA                 | 13 avril  | <0,5 %                | <0,5 %                | 17 %                    | 27 %                   | 1,5 %           | 11 %                    | 26 %                  | 1 %                         | 15 %               | <0,5 %                  |
| OpinionWay          | 12 avril  | 1 %                   | 0,5 %                 | 13 %                    | 28 %                   | 2,5 %           | 10 %                    | 27 %                  | 2 %                         | 16 %               | <0,5 %                  |
| LH2                 | 12 avril  | 1 %                   | 1 %                   | 13 %                    | 29,5 %                 | 2,5 %           | 10,5 %                  | 27 %                  | 1,5 %                       | 14 %               | <0,5 %                  |
| BVA                 | 12 avril  | 0,5 %                 | 0,5 %                 | 13 %                    | 30 %                   | 2 %             | 11 %                    | 27 %                  | 0,5 %                       | 15 %               | 0,5 %                   |
| Harris              | 10 avril  | 1 %                   | 1 %                   | 13 %                    | 27 %                   | 3 %             | 10 %                    | 28 %                  | 1 %                         | 16 %               | <0,5 %                  |
| Ipsos               | 10 avril  | 0,5 %                 | 0,5 %                 | 14,5 %                  | 28,5 %                 | 1,5 %           | 9,5 %                   | 29 %                  | 1 %                         | 15 %               | <0,5 %                  |
| Ifop                | 10 avril  | 0,5 %                 | 0,5 %                 | 14,5 %                  | 27 %                   | 2,5 %           | 9,5 %                   | 28,5 %                | 1 %                         | 16,5 %             | <0,5 %                  |
| OpinionWay          | 5 avril   | 0,5 %                 | 1 %                   | 14 %                    | 26 %                   | 2 %             | 11 %                    | 28,5 %                | 1 %                         | 16 %               | <0,5 %                  |
| CSA                 | 4 avril   | 0,5 %                 | 0,5 %                 | 15 %                    | 29 %                   | 1,5 %           | 10 %                    | 30 %                  | 0,5 %                       | 13 %               | <0,5 %                  |
| Ipsos               | 3 avril   | 0,5 %                 | 1 %                   | 14,5 %                  | 27,5 %                 | 2 %             | 10 %                    | 29,5 %                | 1 %                         | 14 %               | <0,5 %                  |
| BVA                 | 3 avril   | 1 %                   | 1 %                   | 14 %                    | 28 %                   | 2 %             | 11 %                    | 27 %                  | 1 %                         | 15 %               | <0,5 %                  |
| Harris              | 3 avril   | 0,5 %                 | 0,5 %                 | 14 %                    | 26 %                   | 3 %             | 10 %                    | 29 %                  | 1 %                         | 16 %               | <0,5 %                  |
| LH2                 | 1er avril | 1 %                   | 1 %                   | 15 %                    | 28,5 %                 | 2 %             | 12 %                    | 27,5 %                | 1 %                         | 13,5 %             | <0,5 %                  |

#### Mars 2012
| Sondeur    | Date     | Nathalie Arthaud      | Philippe Poutou       | Jean-Luc Mélenchon      | François Hollande      | Eva Joly        | François Bayrou         | Nicolas Sarkozy       | Nicolas Dupont-Aignan       | Marine Le Pen      | Jacques Cheminade       |
| Sondeur    | Date     | Nathalie Arthaud (LO) | Philippe Poutou (NPA) | Jean-Luc Mélenchon (FG) | François Hollande (PS) | Eva Joly (EELV) | François Bayrou (MoDem) | Nicolas Sarkozy (UMP) | Nicolas Dupont-Aignan (DLR) | Marine Le Pen (FN) | Jacques Cheminade (S&P) |
| ---------- | -------- | --------------------- | --------------------- | ----------------------- | ---------------------- | --------------- | ----------------------- | --------------------- | --------------------------- | ------------------ | ----------------------- |
| Sondeur    | Date     |                       |                       |                         |                        |                 |                         |                       |                             |                    |                         |
| Ifop       | 30 mars  | 0,5 %                 | 0,5 %                 | 14 %                    | 27 %                   | 2,5 %           | 10,5 %                  | 28,5 %                | 1 %                         | 16 %               | <0,5 %                  |
| Sofres     | 28 mars  | 0,5 %                 | 0,5 %                 | 13,5 %                  | 28 %                   | 1 %             | 10 %                    | 29 %                  | 1 %                         | 15 %               | 0,5 %                   |
| CSA        | 28 mars  | 0,5 %                 | <0,5 %                | 12,5 %                  | 26 %                   | 2,5 %           | 12,5 %                  | 30 %                  | 0,5 %                       | 15 %               | <0,5 %                  |
| Harris     | 27 mars  | 0,5 %                 | 0,5 %                 | 11 %                    | 27 %                   | 3 %             | 13 %                    | 28 %                  | 1 %                         | 16 %               | <0,5 %                  |
| Ipsos      | 27 mars  | 0,5 %                 | 0,5 %                 | 11,5 %                  | 28 %                   | 2 %             | 13 %                    | 27,5 %                | 1 %                         | 16 %               | <0,5 %                  |
| OpinionWay | 27 mars  | 1 %                   | 0,5 %                 | 11 %                    | 27 %                   | 2 %             | 12 %                    | 28 %                  | 1 %                         | 17 %               | 0,5 %                   |
| Ifop       | 27 mars  | 0,5 %                 | 0,5 %                 | 13 %                    | 27 %                   | 2 %             | 11,5 %                  | 28,5 %                | 1 %                         | 15,5 %             | 0,5 %                   |
| BVA        | 22 mars  | <0,5 %                | <0,5 %                | 14 %                    | 29,5 %                 | 2 %             | 12 %                    | 28 %                  | 1,5 %                       | 13 %               | <0,5 %                  |
| CSA        | 22 mars  | <0,5 %                | <0,5 %                | 13 %                    | 28 %                   | 2 %             | 13 %                    | 30 %                  | 0,5 %                       | 13,5 %             | <0,5 %                  |
| Ipsos      | 20 mars  | 0,5 %                 | 0,5 %                 | 11,5 %                  | 28,5 %                 | 2 %             | 13 %                    | 27,5 %                | 1,5 %                       | 15 %               | <0,5 %                  |
| Ifop       | 20 mars  | 0,5 %                 | 0,5 %                 | 10,5 %                  | 28 %                   | 2,5 %           | 12 %                    | 27,5 %                | 1 %                         | 17,5 %             | <0,5 %                  |
| Ifop       | 18 mars  | 0,5 %                 | 0,5 %                 | 11 %                    | 27 %                   | 2,5 %           | 13 %                    | 27,5 %                | 0,5 %                       | 17,5 %             | —                       |
| LH2        | 18 mars  | <0,5 %                | 1 %                   | 11 %                    | 30,5 %                 | 2,5 %           | 12,5 %                  | 27,5 %                | 1 %                         | 14,5 %             | —                       |
| Ifop       | 16 mars  | 0,5 %                 | 0,5 %                 | 10,5 %                  | 26,5 %                 | 3 %             | 13 %                    | 27,5 %                | 0,5 %                       | 17 %               | —                       |
| OpinionWay | 16 mars  | 0,5 %                 | 1 %                   | 10 %                    | 27,5 %                 | 2 %             | 13 %                    | 27,5 %                | 1 %                         | 16 %               | —                       |
| CSA        | 15 mars  | 0,5 %                 | <0,5 %                | 11 %                    | 28 %                   | 1 %             | 13 %                    | 28 %                  | 1 %                         | 16 %               | —                       |
| Ifop       | 13 mars  | 0,5 %                 | <0,5 %                | 10 %                    | 27 %                   | 2,5 %           | 13 %                    | 28,5 %                | 1 %                         | 16 %               | —                       |
| Sofres     | 13 mars  | —                     | —                     | 10 %                    | 30 %                   | 3 %             | 11,5 %                  | 26 %                  | —                           | 16 %               | —                       |
| OpinionWay | 8 mars   | 0,5 %                 | 0,5 %                 | 8 %                     | 29 %                   | 3 %             | 13 %                    | 26 %                  | —                           | 17 %               | —                       |
| CSA        | 7 mars   | <0,5 %                | <0,5 %                | 10 %                    | 30 %                   | 2 %             | 13 %                    | 28 %                  | <0,5 %                      | 15 %               | —                       |
| Harris     | 7 mars   | 1 %                   | 1 %                   | 9 %                     | 27 %                   | 3 %             | 13 %                    | 25 %                  | 1 %                         | 18 %               | —                       |
| Ipsos      | 6 mars   | 0,5 %                 | 0,5 %                 | 9,5 %                   | 29,5 %                 | 2 %             | 12,5 %                  | 25 %                  | 1 %                         | 17,5 %             | —                       |
| BVA        | 5 mars   | 1 %                   | 1 %                   | 8 %                     | 33 %                   | 2 %             | 13 %                    | 25 %                  | 1 %                         | 14 %               | —                       |
| LH2        | 4 mars   | 1 %                   | 1 %                   | 8,5 %                   | 30,5 %                 | 4,5 %           | 15 %                    | 23 %                  | 1 %                         | 15 %               | —                       |
| Ifop       | 2 mars   | 0,5 %                 | 0,5 %                 | 8 %                     | 29 %                   | 3 %             | 12 %                    | 25,5 %                | 1 %                         | 18,5 %             | —                       |
| Ifop       | 1er mars | 0,5 %                 | 0,5 %                 | 8 %                     | 29 %                   | 3 %             | 12,5 %                  | 25,5 %                | 1 %                         | 18 %               | —                       |

#### Février 2012
| Sondeur    | Date        | Nathalie Arthaud      | Philippe Poutou       | Jean-Luc Mélenchon      | François Hollande      | Eva Joly        | François Bayrou         | Nicolas Sarkozy       | Nicolas Dupont-Aignan       | Marine Le Pen      |
| Sondeur    | Date        | Nathalie Arthaud (LO) | Philippe Poutou (NPA) | Jean-Luc Mélenchon (FG) | François Hollande (PS) | Eva Joly (EELV) | François Bayrou (MoDem) | Nicolas Sarkozy (UMP) | Nicolas Dupont-Aignan (DLR) | Marine Le Pen (FN) |
| ---------- | ----------- | --------------------- | --------------------- | ----------------------- | ---------------------- | --------------- | ----------------------- | --------------------- | --------------------------- | ------------------ |
| Sondeur    | Date        |                       |                       |                         |                        |                 |                         |                       |                             |                    |
| Ifop       | 29 février  | 0,5 %                 | 0,5 %                 | 8,5 %                   | 28,5 %                 | 3 %             | 12,5 %                  | 27 %                  | 1 %                         | 17 %               |
| Ipsos      | 28 février  | 0,5 %                 | 0,5 %                 | 8 %                     | 31,5 %                 | 2,5 %           | 11,5 %                  | 27 %                  | 1 %                         | 16 %               |
| Sofres     | 28 février  | <0,5 %                | <0,5 %                | 9,5 %                   | 30 %                   | 2,5 %           | 10,5 %                  | 28 %                  | <0,5 %                      | 17 %               |
| Ifop       | 24 février  | 0,5 %                 | 1 %                   | 8 %                     | 27,5 %                 | 3 %             | 12,5 %                  | 26,5 %                | 1 %                         | 18 %               |
| CSA        | 22 février  | 0,5 %                 | <0,5 %                | 9 %                     | 28 %                   | 3 %             | 11 %                    | 27 %                  | 1,5 %                       | 17 %               |
| Ipsos      | 21 février  | 0,5 %                 | 0,5 %                 | 9 %                     | 32 %                   | 3 %             | 11 %                    | 25 %                  | 0,5 %                       | 16 %               |
| OpinionWay | 20 février  | 0,5 %                 | 0,5 %                 | 8 %                     | 29 %                   | 2 %             | 13 %                    | 27 %                  | 0,5 %                       | 16,5 %             |
| LH2        | 20 février  | 1 %                   | —                     | 8 %                     | 32 %                   | 3 %             | 13 %                    | 26 %                  | 0,5 %                       | 14 %               |
| BVA        | 17 février  | <0,5 %                | <0,5 %                | 9 %                     | 31 %                   | 3 %             | 13 %                    | 26 %                  | 1 %                         | 15 %               |
| Harris     | 15 février  | <0,5 %                | <0,5 %                | 8 %                     | 28 %                   | 4 %             | 13 %                    | 24 %                  | 1 %                         | 20 %               |
| Ifop       | 14 février  | 0,5 %                 | <0,5 %                | 7,5 %                   | 30 %                   | 3,5 %           | 11,5 %                  | 25,5 %                | 0,5 %                       | 17,5 %             |
| CSA        | 9 février   | 0,5 %                 | 0,5 %                 | 8 %                     | 30 %                   | 2 %             | 13 %                    | 26 %                  | 1 %                         | 17,5 %             |
| OpinionWay | 8 février   | 0,5 %                 | 0,5 %                 | 7 %                     | 29 %                   | 3 %             | 13 %                    | 25,5 %                | 0,5 %                       | 18 %               |
| Ifop       | 7 février   | 1 %                   | <0,5 %                | 8 %                     | 30,5 %                 | 3 %             | 10,5 %                  | 24 %                  | 0,5 %                       | 20 %               |
| BVA        | 7 février   | <0,5 %                | <0,5 %                | 7 %                     | 34 %                   | 2 %             | 14 %                    | 26 %                  | <0,5 %                      | 16 %               |
| Ipsos      | 6 février   | 1 %                   | 0,5 %                 | 8,5 %                   | 32 %                   | 2 %             | 12,5 %                  | 25 %                  | <0,5 %                      | 16 %               |
| Sofres     | 1er février | <0,5 %                | <0,5 %                | 9 %                     | 31,5 %                 | 3 %             | 12 %                    | 26 %                  | 0,5 %                       | 16 %               |
| BVA        | 1er février | <0,5 %                | <0,5 %                | 8 %                     | 34 %                   | 3 %             | 12 %                    | 25 %                  | 1 %                         | 15 %               |

#### Janvier 2012
| Sondeur    | Date       | Nathalie Arthaud      | Philippe Poutou       | Jean-Luc Mélenchon      | François Hollande      | Jean-Pierre Chevènement       | Eva Joly        | François Bayrou         | Hervé Morin      | Dominique de Villepin      | Nicolas Sarkozy       | Nicolas Dupont-Aignan       | Marine Le Pen      |
| Sondeur    | Date       | Nathalie Arthaud (LO) | Philippe Poutou (NPA) | Jean-Luc Mélenchon (FG) | François Hollande (PS) | Jean-Pierre Chevènement (MRC) | Eva Joly (EELV) | François Bayrou (MoDem) | Hervé Morin (NC) | Dominique de Villepin (RS) | Nicolas Sarkozy (UMP) | Nicolas Dupont-Aignan (DLR) | Marine Le Pen (FN) |
| ---------- | ---------- | --------------------- | --------------------- | ----------------------- | ---------------------- | ----------------------------- | --------------- | ----------------------- | ---------------- | -------------------------- | --------------------- | --------------------------- | ------------------ |
| Sondeur    | Date       |                       |                       |                         |                        |                               |                 |                         |                  |                            |                       |                             |                    |
| Ifop       | 30 janvier | 0,5 %                 | <0,5 %                | 7,5 %                   | 31 %                   | 0,5 %                         | 3 %             | 11,5 %                  | 0,5 %            | 1 %                        | 24,5 %                | 0,5 %                       | 19 %               |
| CSA        | 26 janvier | <0,5 %                | <0,5 %                | 9 %                     | 31 %                   | <0,5 %                        | 2 %             | 15 %                    | <0,5 %           | 1 %                        | 25 %                  | <0,5 %                      | 17 %               |
| Harris     | 25 janvier | 0,5 %                 | <0,5 %                | 8 %                     | 27 %                   | <0,5 %                        | 4 %             | 14 %                    | 0,5 %            | 1 %                        | 23 %                  | 1 %                         | 20 %               |
| BVA        | 21 janvier | 0,5 %                 | <0,5 %                | 7 %                     | 30 %                   | <0,5 %                        | 4 %             | 13 %                    | 1 %              | 1,5 %                      | 23 %                  | 1,5 %                       | 18 %               |
| Ifop       | 17 janvier | 0,5 %                 | 0,5 %                 | 7,5 %                   | 28 %                   | 0,5 %                         | 3 %             | 12,5 %                  | 0,5 %            | 2 %                        | 24 %                  | 1 %                         | 20 %               |
| Ipsos      | 17 janvier | 1 %                   | <0,5 %                | 7,5 %                   | 29 %                   | <0,5 %                        | 3 %             | 14 %                    | <0,5 %           | 3 %                        | 23 %                  | 0,5 %                       | 18 %               |
| LH2        | 15 janvier | 0,5 %                 | <0,5 %                | 8,5 %                   | 30 %                   | <0,5 %                        | 3 %             | 14 %                    | <1 %             | 2 %                        | 23,5 %                | <0,5 %                      | 17 %               |
| OpinionWay | 13 janvier | 0,5 %                 | 1 %                   | 6 %                     | 27 %                   | 0,5 %                         | 3 %             | 15 %                    | 1 %              | 2 %                        | 25 %                  | 1 %                         | 17 %               |
| CSA        | 13 janvier | <0,5 %                | 0,5 %                 | 7 %                     | 29 %                   | 0,5 %                         | 2 %             | 13 %                    | 1 %              | 2 %                        | 26 %                  | <0,5 %                      | 19 %               |
| BVA        | 9 janvier  | 1 %                   | <0,5 %                | 8 %                     | 28 %                   | <0,5 %                        | 4 %             | 11 %                    | <0,5 %           | 4 %                        | 24 %                  | <0,5 %                      | 17 %               |
| Ifop       | 6 janvier  | <1 %                  | <1 %                  | 6 %                     | 28 %                   | <1 %                          | 3 %             | 12 %                    | <1 %             | 2,5 %                      | 26 %                  | <1 %                        | 19 %               |

### Année 2011

#### Quatrième trimestre 2011
| Sondeur    | Date         | Nathalie Arthaud      | Philippe Poutou       | Jean-Luc Mélenchon      | François Hollande      | Jean-Pierre Chevènement       | Eva Joly        | Corinne Lepage         | François Bayrou         | Hervé Morin      | Dominique de Villepin      | Nicolas Sarkozy       | Christine Boutin       | Nicolas Dupont-Aignan       | Marine Le Pen      |
| Sondeur    | Date         | Nathalie Arthaud (LO) | Philippe Poutou (NPA) | Jean-Luc Mélenchon (FG) | François Hollande (PS) | Jean-Pierre Chevènement (MRC) | Eva Joly (EELV) | Corinne Lepage (Cap21) | François Bayrou (MoDem) | Hervé Morin (NC) | Dominique de Villepin (RS) | Nicolas Sarkozy (UMP) | Christine Boutin (PCD) | Nicolas Dupont-Aignan (DLR) | Marine Le Pen (FN) |
| ---------- | ------------ | --------------------- | --------------------- | ----------------------- | ---------------------- | ----------------------------- | --------------- | ---------------------- | ----------------------- | ---------------- | -------------------------- | --------------------- | ---------------------- | --------------------------- | ------------------ |
| Sondeur    | Date         |                       |                       |                         |                        |                               |                 |                        |                         |                  |                            |                       |                        |                             |                    |
| OpinionWay | 21 décembre  | 0,5 %                 | 1 %                   | 7,5 %                   | 27 %                   | —                             | 4 %             | —                      | 14 %                    | 1 %              | 2 %                        | 24 %                  | 1 %                    | 1 %                         | 16 %               |
| OpinionWay | 16 décembre  | 0,5 %                 | 1 %                   | 6 %                     | 29 %                   | —                             | 3 %             | —                      | 11 %                    | 1 %              | 3 %                        | 25 %                  | 1 %                    | 1,5 %                       | 17 %               |
| Ifop       | 16 décembre  | <0,5 %                | <0,5 %                | 6,5 %                   | 27,5 %                 | 0,5 %                         | 5 %             | 1 %                    | 11 %                    | 0,5 %            | 3,5 %                      | 24 %                  | —                      | 0,5 %                       | 20 %               |
| Harris     | 16 décembre  | 0,5 %                 | <0,5 %                | 6 %                     | 28 %                   | —                             | 4 %             | —                      | 11 %                    | —                | —                          | 25 %                  | —                      | 1 %                         | 19 %               |
| CSA        | 15 décembre  | 1 %                   | 0,5 %                 | 6 %                     | 32 %                   | —                             | 3 %             | —                      | 11 %                    | —                | —                          | 26 %                  | —                      | 0,5 %                       | 16 %               |
| LH2        | 11 décembre  | <0,5 %                | <0,5 %                | 6,5 %                   | 31,5 %                 | —                             | 4,5 %           | —                      | 13 %                    | —                | —                          | 26 %                  | —                      | 1 %                         | 13,5 %             |
| BVA        | 6 décembre   | <0,5 %                | <0,5 %                | 7 %                     | 35 %                   | 1 %                           | 3 %             | 1 %                    | 9 %                     | 0 %              | 1 %                        | 24,5 %                | 1 %                    | 0,5 %                       | 17 %               |
| LH2        | 6 décembre   | 1 %                   | <0,5 %                | 7,5 %                   | 32 %                   | —                             | 6 %             | —                      | 7 %                     | —                | —                          | 25,5 %                | —                      | 0,5 %                       | 17 %               |
| Ipsos      | 3 décembre   | 1 %                   | 0 %                   | 7,5 %                   | 32 %                   | 0,5 %                         | 6 %             | 0,5 %                  | 7 %                     | 0 %              | 2 %                        | 25,5 %                | 0 %                    | 0,5 %                       | 17 %               |
| Ifop       | 1er décembre | <0,5 %                | <0,5 %                | 7,5 %                   | 29,5 %                 | 0,5 %                         | 4 %             | 0,5 %                  | 8,5 %                   | 1 %              | 1,5 %                      | 26 %                  | —                      | 1 %                         | 19,5 %             |
| Sofres     | 30 novembre  | 0,5 %                 | 0,5 %                 | 8 %                     | 31 %                   | 0,5 %                         | 5 %             | 0,5 %                  | 7 %                     | 0,5 %            | 1 %                        | 28 %                  | <0,5 %                 | 1 %                         | 16,5 %             |
| OpinionWay | 25 novembre  | 1 %                   | 1 %                   | 7 %                     | 30 %                   | 1 %                           | 5 %             | —                      | 7 %                     | 1 %              | 1 %                        | 26 %                  | 1 %                    | 1 %                         | 18 %               |
| BVA        | 22 novembre  | 0 %                   | 0 %                   | 5 %                     | 32 %                   | 3 %                           | 4 %             | —                      | 7 %                     | 1 %              | 2 %                        | 27 %                  | 0 %                    | 1 %                         | 18 %               |
| LH2        | 20 novembre  | 0,5 %                 | <0,5 %                | 7 %                     | 30 %                   | 1,5 %                         | 6 %             | 0,5 %                  | 7 %                     | 0,5 %            | —                          | 29 %                  | 0,5 %                  | 0,5 %                       | 15 %               |
| CSA        | 17 novembre  | 1 %                   | 0,5 %                 | 5 %                     | 34 %                   | 1 %                           | 4 %             | —                      | 7 %                     | —                | —                          | 27 %                  | —                      | 1 %                         | 16 %               |
| Ifop       | 16 novembre  | 0,5 %                 | 0,5 %                 | 7 %                     | 32,5 %                 | —                             | 4 %             | 0,5 %                  | 6 %                     | 0,5 %            | 1,5 %                      | 26 %                  | 0,5 %                  | 1 %                         | 19 %               |
| Ifop       | 4 novembre   | <0,5 %                | 0,5 %                 | 6 %                     | 32,5 %                 | —                             | 4,5 %           | 1 %                    | 7 %                     | 1 %              | 2 %                        | 25,5 %                | —                      | <0,5 %                      | 19 %               |
| Ipsos      | 2 novembre   | 1 %                   | 1 %                   | 6 %                     | 35 %                   | —                             | 6 %             | —                      | 5,5 %                   | —                | 2 %                        | 24 %                  | —                      | 0,5 %                       | 19 %               |
| Ipsos      | 29 octobre   | 1 %                   | 1 %                   | 6 %                     | 35 %                   | —                             | 6 %             | —                      | 5,5 %                   | —                | 2 %                        | 24 %                  | —                      | 0,5 %                       | 19 %               |
| Ifop       | 20 octobre   | 0,5 %                 | 0,5 %                 | 6 %                     | 35 %                   | —                             | 4,5 %           | —                      | 6,5 %                   | —                | 2 %                        | 25 %                  | —                      | 0,5 %                       | 17 %               |

#### Troisième trimestre 2011
| Sondeur | Date        | Nathalie Arthaud      | Nouveau Parti anticapitaliste | Jean-Luc Mélenchon      | Parti socialiste (France) | Jean-Pierre Chevènement       | Eva Joly        | François Bayrou         | Jean-Louis Borloo      | Dominique de Villepin      | Nicolas Sarkozy       | Nicolas Dupont-Aignan       | Marine Le Pen      |
| Sondeur | Date        | Nathalie Arthaud (LO) | Candidat NPA                  | Jean-Luc Mélenchon (FG) | Candidat PS               | Jean-Pierre Chevènement (MRC) | Eva Joly (EELV) | François Bayrou (MoDem) | Jean-Louis Borloo (PR) | Dominique de Villepin (RS) | Nicolas Sarkozy (UMP) | Nicolas Dupont-Aignan (DLR) | Marine Le Pen (FN) |
| ------- | ----------- | --------------------- | ----------------------------- | ----------------------- | ------------------------- | ----------------------------- | --------------- | ----------------------- | ---------------------- | -------------------------- | --------------------- | --------------------------- | ------------------ |
| Sondeur | Date        |                       |                               |                         |                           |                               |                 |                         |                        |                            |                       |                             |                    |
| Harris  | 5 septembre | 1 %                   | <1 % Poutou                   | 5 %                     | 24 % Aubry                | —                             | 7 %             | 8 %                     | 7 %                    | 3 %                        | 24 %                  | 1 %                         | 20 %               |
| Harris  | 5 septembre | 1 %                   | <1 % Poutou                   | 3 %                     | 28,5 % Hollande           | —                             | 8 %             | 7 %                     | 7 %                    | 3 %                        | 23,5 %                | 1 %                         | 18 %               |
| Harris  | 5 septembre | <1 %                  | 1 % Poutou                    | 7 %                     | 15 % Royal                | —                             | 10 %            | 9 %                     | 9 %                    | 4 %                        | 24 %                  | 1 %                         | 20 %               |
| Ipsos   | 3 septembre | 2,5 %                 | 0,5 % Poutou                  | 5,5 %                   | 27 % Aubry                | —                             | 6 %             | 6 %                     | 7 %                    | 3,5 %                      | 23 %                  | 1 %                         | 18 %               |
| Ipsos   | 3 septembre | 2 %                   | 0,5 % Poutou                  | 5 %                     | 30 % Hollande             | —                             | 5 %             | 6 %                     | 7 %                    | 4,5 %                      | 22 %                  | 1 %                         | 17 %               |
| Ipsos   | 3 septembre | 2 %                   | 0,5 % Poutou                  | 8,5 %                   | 19 % Royal                | —                             | 7 %             | 7 %                     | 9 %                    | 5 %                        | 23 %                  | 1 %                         | 18 %               |
| Ifop    | 21 juillet  | 0,5 %                 | 0,5 % Besancenot              | 4 %                     | 25 % Aubry                | 1 %                           | 7 %             | 7,5 %                   | 8 %                    | 2 %                        | 23,5 %                | 0,5 %                       | 20 %               |
| Ifop    | 21 juillet  | 0 %                   | 0 % Besancenot                | 4 %                     | 28 % Hollande             | 0,5 %                         | 7 %             | 6,5 %                   | 7,5 %                  | 2,5 %                      | 23 %                  | 0,5 %                       | 20 %               |
| Ifop    | 21 juillet  | 0,5 %                 | 0,5 % Besancenot              | 6 %                     | 16 % Royal                | 1 %                           | 9,5 %           | 9 %                     | 8,5 %                  | 3 %                        | 25 %                  | 0 %                         | 20,5 %             |
| Ipsos   | 9 juillet   | 2 %                   | 1 % Besancenot                | 4,5 %                   | 29 % Aubry                | —                             | 7 %             | 5 %                     | 8 %                    | 3 %                        | 22 %                  | 0,5 %                       | 18 %               |
| Ipsos   | 9 juillet   | 2 %                   | 1 % Besancenot                | 5 %                     | 29 % Hollande             | —                             | 7,5 %           | 5 %                     | 8 %                    | 3 %                        | 22 %                  | 0,5 %                       | 17 %               |
| Ipsos   | 9 juillet   | 3 %                   | 1 % Besancenot                | 7 %                     | 17 % Royal                | —                             | 9 %             | 6 %                     | 11 %                   | 3,5 %                      | 24 %                  | 0,5 %                       | 18 %               |

#### Second trimestre 2011
| Sondeur    | Date     | Nathalie Arthaud      | Olivier Besancenot       | Jean-Luc Mélenchon      | Parti socialiste (France) | Jean-Pierre Chevènement       | Europe Écologie Les Verts | François Bayrou         | Jean-Louis Borloo      | Dominique de Villepin      | Nicolas Sarkozy       | Nicolas Dupont-Aignan       | Marine Le Pen      |
| Sondeur    | Date     | Nathalie Arthaud (LO) | Olivier Besancenot (NPA) | Jean-Luc Mélenchon (FG) | Candidat PS               | Jean-Pierre Chevènement (MRC) | Candidat EELV             | François Bayrou (MoDem) | Jean-Louis Borloo (PR) | Dominique de Villepin (RS) | Nicolas Sarkozy (UMP) | Nicolas Dupont-Aignan (DLR) | Marine Le Pen (FN) |
| ---------- | -------- | --------------------- | ------------------------ | ----------------------- | ------------------------- | ----------------------------- | ------------------------- | ----------------------- | ---------------------- | -------------------------- | --------------------- | --------------------------- | ------------------ |
| Sondeur    | Date     |                       |                          |                         |                           |                               |                           |                         |                        |                            |                       |                             |                    |
| Ifop       | 23 juin  | 0,5 %                 | 0,5 %                    | 6,5 %                   | 26,5 % Hollande           | 6,5 %                         | 1,5 % Joly                | 6 %                     | 7 %                    | 3 %                        | 21 %                  | 0 %                         | 21 %               |
| Ifop       | 23 juin  | 0,5 %                 | 0,5 %                    | 7 %                     | 26 % Hollande             | —                             | 1,5 % Joly 6,5 % Hulot    | 6 %                     | 7,5 %                  | 3 %                        | 21 %                  | 0,5 %                       | 20,5 %             |
| Ipsos      | 20 juin  | 1 %                   | 0,5 %                    | 7 %                     | 30 % Aubry                | 7 %                           | —                         | 5 %                     | 8 %                    | 4 %                        | 19 %                  | 0,5 %                       | 18 %               |
| Ipsos      | 20 juin  | 1,5 %                 | 0,5 %                    | 7 %                     | 32 % Hollande             | 7,5 %                         | —                         | 5 %                     | 7 %                    | 3 %                        | 19 %                  | 0,5 %                       | 17 %               |
| Ipsos      | 20 juin  | 2 %                   | 1 %                      | 9,5 %                   | 19 % Royal                | 8,5 %                         | —                         | 7 %                     | 11 %                   | 4,5 %                      | 19 %                  | 0,5 %                       | 18 %               |
| Harris     | 5 juin   | 0 %                   | 0 %                      | 7 %                     | 25 % Aubry                | 6 %                           | —                         | 6 %                     | 7 %                    | 2 %                        | 24 %                  | 0,5 %                       | 22 %               |
| Harris     | 5 juin   | 0 %                   | 0 %                      | 7 %                     | 27 % Hollande             | 6 %                           | —                         | 6 %                     | 7 %                    | 2 %                        | 23 %                  | 0,5 %                       | 21 %               |
| Harris     | 5 juin   | 0 %                   | 0 %                      | 8 %                     | 17 % Royal                | 7 %                           | —                         | 7 %                     | 9 %                    | 3 %                        | 26 %                  | 0,5 %                       | 22 %               |
| Ipsos      | 18 mai   | 1 %                   | 0,5 %                    | 4 %                     | 27 % Aubry                | —                             | 11 % Hulot                | 5 %                     | 9 %                    | 4 %                        | 21 %                  | 0,5 %                       | 17 %               |
| Ipsos      | 18 mai   | 2 %                   | 0,5 %                    | 4 %                     | 29 % Hollande             | —                             | 11 % Hulot                | 5 %                     | 9 %                    | 3 %                        | 19 %                  | 0,5 %                       | 17 %               |
| Ipsos      | 18 mai   | 2 %                   | 0,5 %                    | 6 %                     | 16 % Royal                | —                             | 13 % Hulot                | 7 %                     | 12 %                   | 6 %                        | 19 %                  | 0,5 %                       | 18 %               |
| Ipsos      | 14 mai   | 2 %                   | 1 %                      | 5 %                     | 25 % Aubry                | —                             | 9 % Hulot                 | 6 %                     | 9 %                    | 5 %                        | 19 %                  | 1 %                         | 18 %               |
| Ipsos      | 14 mai   | 2 %                   | 1 %                      | 6 %                     | 26 % Hollande             | —                             | 11 % Hulot                | 5 %                     | 8 %                    | 4 %                        | 19 %                  | 1 %                         | 17 %               |
| Ipsos      | 14 mai   | 2 %                   | 1 %                      | 8 %                     | 16 % Royal                | —                             | 12 % Hulot                | 7 %                     | 11 %                   | 6 %                        | 19 %                  | 1 %                         | 17 %               |
| Harris     | 26 avril | 1 %                   | 5 %                      | 5 %                     | 21 % Aubry                | 5 %                           | —                         | 5 %                     | 9 %                    | 5 %                        | 20 %                  | 1 %                         | 23 %               |
| Harris     | 26 avril | 1 %                   | 4 %                      | 4 %                     | 30 % Strauss-Kahn         | 6 %                           | —                         | 4 %                     | 7 %                    | 3 %                        | 19 %                  | 1 %                         | 21 %               |
| Harris     | 26 avril | 1 %                   | 5 %                      | 5 %                     | 22 % Hollande             | 6 %                           | —                         | 5 %                     | 8 %                    | 5 %                        | 19 %                  | 1 %                         | 23 %               |
| Harris     | 26 avril | 1 %                   | 5 %                      | 6 %                     | 15 % Royal                | 8 %                           | —                         | 7 %                     | 10 %                   | 6 %                        | 19 %                  | 1 %                         | 22 %               |
| Ifop       | 21 avril | 1 %                   | 5 %                      | 5,5 %                   | 30 % Strauss-Kahn         | 8,5 %                         | —                         | 7 %                     | —                      | —                          | 22,5 %                | —                           | 20,5 %             |
| Ifop       | 21 avril | 0,5 %                 | 4 %                      | 4,5 %                   | 20 % Aubry                | 8,5 %                         | —                         | 6,5 %                   | 9,5 %                  | 4 %                        | 21,5 %                | 1 %                         | 21 %               |
| Ifop       | 21 avril | 0,5 %                 | 4 %                      | 5 %                     | 27 % Strauss-Kahn         | 7 %                           | —                         | 5 %                     | 7,5 %                  | 4 %                        | 20 %                  | 1 %                         | 19 %               |
| Ifop       | 21 avril | 0,5 %                 | 5 %                      | 5 %                     | 25 % Strauss-Kahn         | —                             | 5,5 % Hulot               | 6 %                     | 8 %                    | 4 %                        | 21 %                  | 1 %                         | 19 %               |
| Ifop       | 21 avril | 1 %                   | 4,5 %                    | 4,5 %                   | 21 % Hollande             | 8 %                           | —                         | 6 %                     | 8,5 %                  | 4,5 %                      | 21 %                  | 1 %                         | 20 %               |
| Ifop       | 21 avril | 0,5 %                 | 4 %                      | 6 %                     | 16 % Royal                | 9 %                           | —                         | 6,5 %                   | 11 %                   | 5 %                        | 21 %                  | 1 %                         | 20 %               |
| OpinionWay | 7 avril  | 1 %                   | 3 %                      | 4 %                     | 22 % Aubry                | 7 %                           | 2 % Joly                  | 9 %                     | 8 %                    | 4 %                        | 19 %                  | 1 %                         | 21 %               |

#### Premier trimestre 2011
| Sondeur | Date       | Nathalie Arthaud      | Olivier Besancenot       | Jean-Luc Mélenchon      | Parti socialiste (France) | Eva Joly        | François Bayrou         | Hervé Morin      | Jean-Louis Borloo      | Dominique de Villepin      | Nicolas Sarkozy       | Nicolas Dupont-Aignan       | Marine Le Pen      |
| Sondeur | Date       | Nathalie Arthaud (LO) | Olivier Besancenot (NPA) | Jean-Luc Mélenchon (FG) | Candidat PS               | Eva Joly (EELV) | François Bayrou (MoDem) | Hervé Morin (NC) | Jean-Louis Borloo (PR) | Dominique de Villepin (RS) | Nicolas Sarkozy (UMP) | Nicolas Dupont-Aignan (DLR) | Marine Le Pen (FN) |
| ------- | ---------- | --------------------- | ------------------------ | ----------------------- | ------------------------- | --------------- | ----------------------- | ---------------- | ---------------------- | -------------------------- | --------------------- | --------------------------- | ------------------ |
| Sondeur | Date       |                       |                          |                         |                           |                 |                         |                  |                        |                            |                       |                             |                    |
| Ipsos   | 26 mars    | 1 %                   | 6 %                      | 4 %                     | 25 % Aubry                | 5 %             | 7 %                     | 1 %              | —                      | 8 %                        | 20 %                  | 1 %                         | 21 %               |
| Ipsos   | 26 mars    | 1 %                   | 6 %                      | 4 %                     | 34 % Strauss-Kahn         | 5 %             | 5 %                     | 1 %              | —                      | 5 %                        | 17 %                  | 1 %                         | 21 %               |
| Ipsos   | 26 mars    | 1 %                   | 6 %                      | 5 %                     | 23 % Hollande             | 5 %             | 7 %                     | 1 %              | —                      | 8 %                        | 21 %                  | 1 %                         | 22 %               |
| Ipsos   | 26 mars    | 2 %                   | 7 %                      | 6 %                     | 17 % Royal                | 7 %             | 8 %                     | 1 %              | —                      | 9 %                        | 20 %                  | 1 %                         | 22 %               |
| BVA     | 26 mars    | 0,5 %                 | 6 %                      | 4 %                     | 24 % Aubry                | 8 % Hulot       | 5 %                     | —                | 6 %                    | 7 %                        | 19 %                  | 0,5 %                       | 20 %               |
| BVA     | 26 mars    | 1 %                   | 7 %                      | 4 %                     | 29 % Strauss-Kahn         | 7 % Hulot       | 4 %                     | —                | 5 %                    | 6 %                        | 17 %                  | 1 %                         | 19 %               |
| Ipsos   | 14 mars    | 2 %                   | 6 %                      | 5 %                     | 23 % Aubry                | 5 %             | 8 %                     | 1 %              | —                      | 7 %                        | 21 %                  | 1 %                         | 21 %               |
| Ipsos   | 14 mars    | 2 %                   | 6 %                      | 5 %                     | 33 % Strauss-Kahn         | 5 %             | 5 %                     | 1 %              | —                      | 5 %                        | 18 %                  | 1 %                         | 19 %               |
| Ipsos   | 14 mars    | 2 %                   | 7 %                      | 5 %                     | 23 % Hollande             | 5 %             | 8 %                     | 1 %              | —                      | 6 %                        | 21 %                  | 1 %                         | 21 %               |
| Ipsos   | 14 mars    | 2 %                   | 7 %                      | 6 %                     | 17 % Royal                | 7 %             | 10 %                    | 1 %              | —                      | 7 %                        | 21 %                  | 1 %                         | 21 %               |
| Ifop    | 9 mars     | 1 %                   | 4 %                      | 5 %                     | 24 % Aubry                | 6 %             | 7 %                     | 1,5 %            | —                      | 4,5 %                      | 24 %                  | 1 %                         | 22 %               |
| Ifop    | 9 mars     | 1 %                   | 4 %                      | 5 %                     | 29 % Strauss-Kahn         | 5,5 %           | 6 %                     | 1 %              | —                      | 3 %                        | 23 %                  | 1,5 %                       | 21 %               |
| Ifop    | 9 mars     | 1 %                   | 4 %                      | 5 %                     | 23 % Hollande             | 6,5 %           | 7,5 %                   | 2 %              | —                      | 4 %                        | 24 %                  | 1 %                         | 22 %               |
| Ifop    | 9 mars     | 1 %                   | 5 %                      | 6 %                     | 19 % Royal                | 7 %             | 8 %                     | 2 %              | —                      | 5 %                        | 24 %                  | 1 %                         | 22 %               |
| Harris  | 6 mars     | 1 %                   | 5 %                      | 5 %                     | 21 % Aubry                | 7 %             | 8 %                     | 1 %              | —                      | 7 %                        | 21 %                  | 1 %                         | 23 %               |
| Harris  | 6 mars     | 1 %                   | 6 %                      | 7 %                     | 23 % Strauss-Kahn         | 7 %             | 6 %                     | 1 %              | —                      | 4 %                        | 20 %                  | 1 %                         | 24 %               |
| Harris  | 6 mars     | 1 %                   | 6 %                      | 6 %                     | 20 % Hollande             | 7 %             | 8 %                     | 1 %              | —                      | 5 %                        | 21 %                  | 1 %                         | 24 %               |
| Ifop    | 17 février | 1 %                   | 5 %                      | 5,5 %                   | 22 % Aubry                | 7 %             | 8 %                     | 2,5 %            | —                      | 5 %                        | 23 %                  | 1 %                         | 20 %               |
| Ifop    | 17 février | 1 %                   | 5,5 %                    | 6 %                     | 26 % Strauss-Kahn         | 7 %             | 7 %                     | 2 %              | —                      | 4 %                        | 22 %                  | 0,5 %                       | 19 %               |
| Ifop    | 13 janvier | 1 %                   | 3,5 %                    | 6,5 %                   | 23 % Aubry                | 6 % Hulot       | 8 %                     | 2 %              | —                      | 6 %                        | 26,5 %                | 1 %                         | 16,5 %             |

### Année 2010
| Sondeur | Date        | Nathalie Arthaud      | Olivier Besancenot       | Jean-Luc Mélenchon      | Martine Aubry      | Bernard Tapie       | EELV          | François Bayrou         | Hervé Morin      | Jean-Louis Borloo      | Dominique de Villepin      | Nicolas Sarkozy       | Nicolas Dupont-Aignan       | Marine Le Pen      |
| Sondeur | Date        | Nathalie Arthaud (LO) | Olivier Besancenot (NPA) | Jean-Luc Mélenchon (FG) | Martine Aubry (PS) | Bernard Tapie (PRG) | Candidat EELV | François Bayrou (MoDem) | Hervé Morin (NC) | Jean-Louis Borloo (PR) | Dominique de Villepin (RS) | Nicolas Sarkozy (UMP) | Nicolas Dupont-Aignan (DLR) | Marine Le Pen (FN) |
| ------- | ----------- | --------------------- | ------------------------ | ----------------------- | ------------------ | ------------------- | ------------- | ----------------------- | ---------------- | ---------------------- | -------------------------- | --------------------- | --------------------------- | ------------------ |
| Sondeur | Date        |                       |                          |                         |                    |                     |               |                         |                  |                        |                            |                       |                             |                    |
| Ifop    | 19 novembre | 1 %                   | 5 %                      | 6 %                     | 22 %               | —                   | 7,5 % Joly    | 9 %                     | 2,5 %            | —                      | 7 %                        | 27 %                  | 1 %                         | 12 %               |
| Ifop    | 19 novembre | 1 %                   | 4,5 %                    | 6 %                     | 29 % Strauss-Kahn  | —                   | 6 % Joly      | 7,5 %                   | 2 %              | —                      | 6 %                        | 24 %                  | 1 %                         | 13 %               |
| Ifop    | 19 novembre | 1 %                   | 6 %                      | 7 %                     | 18 % Hollande      | —                   | 8 % Joly      | 9,5 %                   | 2 %              | —                      | 8,5 %                      | 27 %                  | 1 %                         | 12 %               |
| Ifop    | 19 novembre | 1 %                   | 5,5 %                    | 7,5 %                   | 18 % Royal         | —                   | 8 % Joly      | 9,5 %                   | 2 %              | —                      | 7,5 %                      | 27 %                  | 1 %                         | 13 %               |
| Ifop    | 18 novembre | 0,5 %                 | 4 %                      | 6,5 %                   | 23 %               | —                   | 7 % Joly      | 7 %                     | —                | 7 %                    | 5 %                        | 26 %                  | 1 %                         | 13 %               |
| Ifop    | 14 octobre  | 1 %                   | 5 %                      | 5 %                     | 24 %               | —                   | 5 % Duflot    | 11 %                    | —                | —                      | 8 %                        | 27 %                  | 1 %                         | 13 %               |
| Ifop    | 9 juillet   | 1 %                   | 5 %                      | 6 %                     | 27 %               | —                   | 9 % Duflot    | 7 %                     | —                | —                      | 6 %                        | 26 %                  | 2 %                         | 11 %               |
| Ifop    | 4 juin      | 1 %                   | 5 %                      | 6 %                     | 24 %               | 3 %                 | 5 % Duflot    | 8 %                     | —                | —                      | 7 %                        | 27 %                  | 1 %                         | 13 %               |
| Ifop    | 22 avril    | 1 %                   | 3 %                      | 6 %                     | 25 %               | —                   | 8 % Duflot    | 7 %                     | —                | 3 %                    | 7 %                        | 26 %                  | 2 %                         | 13 %               |
| Ifop    | 26 mars     | 1 %                   | 5 %                      | 6 %                     | 27 %               | —                   | 9 % Duflot    | 7 %                     | —                | —                      | 6 %                        | 26 %                  | 2 %                         | 11 %               |

### Années 2007-2009
| Sondeur    | Date            | Gérard Schivardi      | Arlette Laguiller      | Olivier Besancenot       | Marie-George Buffet       | Ségolène Royal      | José Bové      | Dominique Voynet        | François Bayrou         | Dominique de Villepin      | Nicolas Sarkozy       | Frédéric Nihous        | Nicolas Dupont-Aignan       | Philippe de Villiers       | Rassemblement national |
| Sondeur    | Date            | Gérard Schivardi (PT) | Arlette Laguiller (LO) | Olivier Besancenot (NPA) | Marie-George Buffet (PCF) | Ségolène Royal (PS) | José Bové (SÉ) | Dominique Voynet (EELV) | François Bayrou (MoDem) | Dominique de Villepin (RS) | Nicolas Sarkozy (UMP) | Frédéric Nihous (CPNT) | Nicolas Dupont-Aignan (DLR) | Philippe de Villiers (MPF) | Candidat FN            |
| ---------- | --------------- | --------------------- | ---------------------- | ------------------------ | ------------------------- | ------------------- | -------------- | ----------------------- | ----------------------- | -------------------------- | --------------------- | ---------------------- | --------------------------- | -------------------------- | ---------------------- |
| Sondeur    | Date            |                       |                        |                          |                           |                     |                |                         |                         |                            |                       |                        |                             |                            |                        |
| Ifop       | 30 octobre 2009 | —                     | 1 % Arthaud            | 9 %                      | 3 %                       | 20 % Aubry          | —              | 5 % Duflot              | 14 %                    | 8 %                        | 28 %                  | —                      | 1 %                         | —                          | 11 % M. Le Pen         |
| OpinionWay | 18 juin 2009    | 0,5 %                 | 1 %                    | 8 %                      | 3 %                       | 21 %                | 4 %            | 4 %                     | 13 %                    | —                          | 33 %                  | 0,5 %                  | —                           | 3 %                        | 9 % J-M. Le Pen        |
| OpinionWay | 18 juin 2009    | 0,5 %                 | 1 %                    | 9 %                      | 2 %                       | 19 % Aubry          | 5 %            | 4 %                     | 14 %                    | —                          | 33 %                  | 0,5 %                  | —                           | 3 %                        | 9 % J-M. Le Pen        |
| OpinionWay | 30 avril 2009   | 0,5 %                 | 2 %                    | 9 %                      | 2 %                       | 21 %                | 1 %            | 3 %                     | 20 %                    | —                          | 30 %                  | 0,5 %                  | —                           | 4 %                        | 7 % J-M. Le Pen        |
| OpinionWay | 2 mai 2008      | 0 %                   | 1 %                    | 8 %                      | 2 %                       | 27 %                | 2 %            | 1 %                     | 16 %                    | —                          | 33 %                  | 1 %                    | —                           | 2 %                        | 7 % J-M. Le Pen        |
| Ifop       | 2 novembre 2007 | 0,5 %                 | 1,5 %                  | 7 %                      | 2 %                       | 22 %                | 1,5 %          | 1,5 %                   | 17 %                    | —                          | 35 %                  | 1 %                    | —                           | 2 %                        | 9 % J-M. Le Pen        |

### Estimations des instituts de sondages à l'issue du premier tour
Le 22 avril 2012 à 20 h, les médias français diffusent les premières estimations que leur ont fournies les principales entreprises de sondages, annonçant un second tour entre François Hollande et Nicolas Sarkozy.
- TNS Sofres[2] : François Hollande 29,2 % - Nicolas Sarkozy 27,3 % - Marine Le Pen 18,3 % - Jean-Luc Mélenchon 10,1 % - François Bayrou 9,0 %, Eva Joly 2,1 % - Nicolas Dupont-Aignan 1,7 % - Philippe Poutou 1,2 % - Nathalie Arthaud 0,6 %
- Ipsos[3] : François Hollande 28,3 % - Nicolas Sarkozy 25,8 % - Marine Le Pen 19,6 % - Jean-Luc Mélenchon 11,7 % - François Bayrou 8,7 %, Eva Joly 2,0 % - Nicolas Dupont-Aignan 1,8 % - Philippe Poutou 1,2 % - Nathalie Arthaud 0,7 % - Jacques Cheminade 0,2 %
- CSA[4] : François Hollande 29,3 % - Nicolas Sarkozy 26,0 % - Marine Le Pen 18,2 % - Jean-Luc Mélenchon 11,1 % - François Bayrou 9,1 %, Eva Joly 2,2 % - Nicolas Dupont-Aignan 1,9 % - Philippe Poutou 1,2 % - Nathalie Arthaud 0,7 % - Jacques Cheminade 0,3 %

L'ordre d'arrivée est bien celui annoncé par les derniers sondages. Les entreprises de sondages, dans leurs estimations au soir du premier tour, ont néanmoins surestimé l'écart entre François Hollande et Nicolas Sarkozy. Ipsos a, de son côté, surestimé le score de Marine Le Pen de 1,7 points, France 2 et France 3 l'arrondissant même au chiffre symbolique de 20 % et TF1 à 19 %.

## Second tour

### François Hollande - Nicolas Sarkozy

#### 2012
| Sondeur             | Date        |                   |                 |
| Sondeur             | Date        | François Hollande | Nicolas Sarkozy |
| ------------------- | ----------- | ----------------- | --------------- |
| Sondeur             | Date        |                   |                 |
| Résultats officiels | 6 mai       | 51,64 %           | 48,36 %         |
| BVA                 | 2 mai       | 53,5 %            | 46,5 %          |
| Ipsos               | 30 avril    | 53 %              | 47 %            |
| LH2                 | 29 avril    | 54 %              | 46 %            |
| CSA                 | 27 avril    | 54 %              | 46 %            |
| Ifop                | 27 avril    | 55 %              | 45 %            |
| Sofres              | 25 avril    | 55 %              | 45 %            |
| OpinionWay          | 24 avril    | 54 %              | 46 %            |
| BVA                 | 23 avril    | 53 %              | 47 %            |
| CSA                 | 22 avril    | 56 %              | 44 %            |
| Ipsos               | 22 avril    | 54 %              | 46 %            |
| Ifop                | 22 avril    | 54,5 %            | 45,5 %          |
| Sofres              | 20 avril    | 55 %              | 45 %            |
| CSA                 | 20 avril    | 58 %              | 42 %            |
| BVA                 | 20 avril    | 57 %              | 43 %            |
| Ipsos               | 20 avril    | 56 %              | 44 %            |
| LH2                 | 19 avril    | 56 %              | 44 %            |
| OpinionWay          | 18 avril    | 55 %              | 45 %            |
| Ipsos               | 17 avril    | 56 %              | 44 %            |
| Harris              | 17 avril    | 53 %              | 47 %            |
| CSA                 | 17 avril    | 58 %              | 42 %            |
| Ifop                | 16 avril    | 55,5 %            | 44,5 %          |
| CSA                 | 13 avril    | 57 %              | 43 %            |
| Sofres              | 13 avril    | 56 %              | 44 %            |
| LH2                 | 12 avril    | 55 %              | 45 %            |
| BVA                 | 12 avril    | 56 %              | 44 %            |
| OpinionWay          | 12 avril    | 54 %              | 46 %            |
| Harris              | 10 avril    | 53 %              | 47 %            |
| Ipsos               | 10 avril    | 55 %              | 45 %            |
| Ifop                | 6 avril     | 53 %              | 47 %            |
| OpinionWay          | 5 avril     | 53 %              | 47 %            |
| Harris              | 4 avril     | 53 %              | 47 %            |
| CSA                 | 4 avril     | 54 %              | 46 %            |
| BVA                 | 3 avril     | 56 %              | 44 %            |
| Ipsos               | 3 avril     | 55 %              | 45 %            |
| LH2                 | 1er avril   | 54 %              | 46 %            |
| Ifop                | 30 mars     | 54 %              | 46 %            |
| Sofres              | 28 mars     | 55 %              | 45 %            |
| CSA                 | 28 mars     | 54 %              | 46 %            |
| Harris              | 28 mars     | 54 %              | 46 %            |
| OpinionWay          | 27 mars     | 54 %              | 46 %            |
| Ipsos               | 27 mars     | 54 %              | 46 %            |
| BVA                 | 22 mars     | 54 %              | 46 %            |
| CSA                 | 22 mars     | 53 %              | 47 %            |
| Harris              | 21 mars     | 56 %              | 44 %            |
| Ipsos               | 20 mars     | 56 %              | 44 %            |
| LH2                 | 18 mars     | 55 %              | 45 %            |
| OpinionWay          | 16 mars     | 55 %              | 45 %            |
| Ifop                | 16 mars     | 54 %              | 46 %            |
| CSA                 | 15 mars     | 54 %              | 46 %            |
| Sofres              | 13 mars     | 58 %              | 42 %            |
| Ifop                | 13 mars     | 54,5 %            | 45,5 %          |
| OpinionWay          | 8 mars      | 56 %              | 44 %            |
| Harris              | 7 mars      | 56 %              | 44 %            |
| Ipsos               | 6 mars      | 58 %              | 42 %            |
| BVA                 | 5 mars      | 59 %              | 41 %            |
| LH2                 | 4 mars      | 58 %              | 42 %            |
| CSA                 | 3 mars      | 56 %              | 44 %            |
| Ifop                | 1er mars    | 57 %              | 43 %            |
| Ifop                | 29 février  | 56,5 %            | 43,5 %          |
| Ipsos               | 28 février  | 58 %              | 42 %            |
| Sofres              | 28 février  | 57 %              | 43 %            |
| Ifop                | 24 février  | 56 %              | 44 %            |
| CSA                 | 22 février  | 56 %              | 44 %            |
| Ipsos               | 21 février  | 59 %              | 41 %            |
| LH2                 | 19 février  | 55 %              | 45 %            |
| BVA                 | 17 février  | 56 %              | 44 %            |
| Harris              | 15 février  | 57 %              | 43 %            |
| Ifop                | 14 février  | 57,5 %            | 42,5 %          |
| CSA                 | 9 février   | 60 %              | 40 %            |
| BVA                 | 7 février   | 58 %              | 42 %            |
| Ifop                | 7 février   | 57 %              | 43 %            |
| Ipsos               | 6 février   | 59 %              | 41 %            |
| LH2                 | 5 février   | 57 %              | 43 %            |
| BVA                 | 1er février | 57 %              | 43 %            |
| Sofres              | 1er février | 58 %              | 42 %            |
| Ifop                | 30 janvier  | 58 %              | 42 %            |
| OpinionWay          | 26 janvier  | 56 %              | 44 %            |
| CSA                 | 26 janvier  | 60 %              | 40 %            |
| Harris              | 25 janvier  | 55 %              | 45 %            |
| BVA                 | 21 janvier  | 57 %              | 43 %            |
| Ifop                | 17 janvier  | 57 %              | 43 %            |
| Ipsos               | 17 janvier  | 59 %              | 41 %            |
| LH2                 | 15 janvier  | 57 %              | 43 %            |
| OpinionWay          | 13 janvier  | 55 %              | 45 %            |
| CSA                 | 13 janvier  | 57 %              | 43 %            |
| Ifop                | 8 janvier   | 54 %              | 46 %            |
| BVA                 | 7 janvier   | 57 %              | 43 %            |

#### 2011
| Sondeur    | Date        |                   |                 |
| Sondeur    | Date        | François Hollande | Nicolas Sarkozy |
| ---------- | ----------- | ----------------- | --------------- |
| Sondeur    | Date        |                   |                 |
| OpinionWay | 19 décembre | 57 %              | 43 %            |
| Harris     | 15 décembre | 57 %              | 43 %            |
| Ifop       | 15 décembre | 56 %              | 44 %            |
| CSA        | 13 décembre | 58 %              | 42 %            |
| Ispos      | 3 décembre  | 60 %              | 40 %            |
| BVA        | 3 décembre  | 59 %              | 41 %            |
| Ifop       | 30 novembre | 56 %              | 44 %            |
| Sofres     | 26 novembre | 60 %              | 40 %            |
| BVA        | 19 novembre | 58 %              | 42 %            |
| CSA        | 15 novembre | 59 %              | 41 %            |
| Ifop       | 4 novembre  | 57 %              | 43 %            |
| Ipsos      | 29 octobre  | 62 %              | 38 %            |
| Ifop       | 20 octobre  | 60 %              | 40 %            |
| BVA        | 18 octobre  | 64 %              | 36 %            |
| CSA        | 17 octobre  | 62 %              | 38 %            |
| LH2        | 1er octobre | 60 %              | 40 %            |
| Ifop       | 2 septembre | 59 %              | 41 %            |
| Ifop       | 21 juillet  | 57 %              | 43 %            |
| LH2        | 9 juillet   | 60 %              | 40 %            |
| BVA        | 9 juillet   | 58 %              | 42 %            |
| Harris     | 5 juin      | 60 %              | 40 %            |
| BVA        | 21 mai      | 62 %              | 38 %            |
| LH2        | 7 mai       | 60 %              | 40 %            |
| LH2        | 7 mai       | 60 %              | 40 %            |
| Ifop       | 21 avril    | 56 %              | 44 %            |
| Sofres     | 19 février  | 56 %              | 44 %            |
| CSA        | 15 février  | 54 %              | 46 %            |
| CSA        | 18 janvier  | 55 %              | 45 %            |

### Hypothèses abandonnées

#### François Hollande - Marine Le Pen
| Sondeur | Date          |                   |               |
| Sondeur | Date          | François Hollande | Marine Le Pen |
| ------- | ------------- | ----------------- | ------------- |
| Sondeur | Date          |                   |               |
| LH2     | 7 mai 2011    | 76 %              | 24 %          |
| Ifop    | 21 avril 2011 | 72 %              | 28 %          |

#### Nicolas Sarkozy - Marine Le Pen
| Sondeur    | Date          |                 |               |
| Sondeur    | Date          | Nicolas Sarkozy | Marine Le Pen |
| ---------- | ------------- | --------------- | ------------- |
| Sondeur    | Date          |                 |               |
| Harris     | 5 juin 2011   | 63 %            | 37 %          |
| LH2        | 7 mai 2011    | 74 %            | 26 %          |
| Ifop       | 21 avril 2011 | 73 %            | 27 %          |
| OpinionWay | 7 avril 2011  | 63 %            | 37 %          |

#### Martine Aubry - Marine Le Pen
| Sondeur    | Date          |               |               |
| Sondeur    | Date          | Martine Aubry | Marine Le Pen |
| ---------- | ------------- | ------------- | ------------- |
| Sondeur    | Date          |               |               |
| LH2        | 7 mai 2011    | 71 %          | 29 %          |
| Ifop       | 21 avril 2011 | 69 %          | 31 %          |
| OpinionWay | 7 avril 2011  | 63 %          | 37 %          |

#### Dominique Strauss-Kahn - Marine Le Pen
| Sondeur | Date          |                        |               |
| Sondeur | Date          | Dominique Strauss-Kahn | Marine Le Pen |
| ------- | ------------- | ---------------------- | ------------- |
| Sondeur | Date          |                        |               |
| LH2     | 7 mai 2011    | 77 %                   | 23 %          |
| Ifop    | 21 avril 2011 | 75 %                   | 25 %          |

#### Martine Aubry - Nicolas Sarkozy
| Sondeur    | Date             |               |                 |
| Sondeur    | Date             | Martine Aubry | Nicolas Sarkozy |
| ---------- | ---------------- | ------------- | --------------- |
| Sondeur    | Date             |               |                 |
| LH2        | 1er octobre 2011 | 57 %          | 43 %            |
| LH2        | 3 septembre 2011 | 54 %          | 46 %            |
| Ifop       | 2 septembre 2011 | 54 %          | 46 %            |
| Ifop       | 21 juillet 2011  | 53 %          | 47 %            |
| BVA        | 9 juillet 2011   | 58 %          | 42 %            |
| LH2        | 9 juillet 2011   | 58 %          | 42 %            |
| Harris     | 5 juin 2011      | 58 %          | 42 %            |
| Harris     | 5 juin 2011      | 58 %          | 42 %            |
| BVA        | 21 mai 2011      | 59 %          | 41 %            |
| Sofres     | 21 mai 2011      | 56 %          | 44 %            |
| LH2        | 7 mai 2011       | 56 %          | 44 %            |
| Ifop       | 21 avril 2011    | 55 %          | 45 %            |
| OpinionWay | 7 avril 2011     | 56 %          | 44 %            |
| Sofres     | 19 février 2011  | 56 %          | 44 %            |
| CSA        | 15 février 2011  | 54 %          | 46 %            |
| CSA        | 18 janvier 2011  | 56 %          | 44 %            |
| BVA        | 15 janvier 2011  | 57 %          | 43 %            |
| Sofres     | 20 novembre 2010 | 55 %          | 45 %            |
| Ifop       | 19 novembre 2010 | 52 %          | 48 %            |
| Harris     | 10 novembre 2010 | 53 %          | 47 %            |
| Sofres     | 21 août 2010     | 53 %          | 47 %            |
| CSA        | 8 juillet 2010   | 52 %          | 48 %            |
| CSA        | 20 mai 2010      | 51 %          | 49 %            |
| CSA        | 25 mars 2010     | 52 %          | 48 %            |
| CSA        | 3 février 2010   | 48 %          | 52 %            |
| CSA        | 5 novembre 2009  | 47 %          | 53 %            |

#### Martine Aubry - François Fillon
| Sondeur | Date              |               |                 |
| Sondeur | Date              | Martine Aubry | François Fillon |
| ------- | ----------------- | ------------- | --------------- |
| Sondeur | Date              |               |                 |
| Harris  | 10 novembre 2010  | 49 %          | 51 %            |
| BVA     | 11 septembre 2010 | 51 %          | 49 %            |
| CSA     | 3 mars 2010       | 51 %          | 49 %            |

#### Nicolas Sarkozy - Ségolène Royal
| Sondeur    | Date             |                 |                |
| Sondeur    | Date             | Nicolas Sarkozy | Ségolène Royal |
| ---------- | ---------------- | --------------- | -------------- |
| Sondeur    | Date             |                 |                |
| LH2        | 3 septembre 2011 | 51 %            | 49 %           |
| Harris     | 5 juin 2011      | 49 %            | 51 %           |
| LH2        | 7 mai 2011       | 50 %            | 50 %           |
| Ifop       | 21 avril 2011    | 49 %            | 51 %           |
| Sofres     | 19 février 2011  | 48 %            | 52 %           |
| CSA        | 15 février 2011  | 50 %            | 50 %           |
| CSA        | 18 janvier 2011  | 50 %            | 50 %           |
| Sofres     | 20 novembre 2010 | 48 %            | 52 %           |
| Ifop       | 19 novembre 2010 | 50 %            | 50 %           |
| Sofres     | 21 août 2010     | 51 %            | 49 %           |
| CSA        | 5 novembre 2009  | 55 %            | 45 %           |
| LH2        | 3 mai 2008       | 47 %            | 53 %           |
| OpinionWay | 2 mai 2008       | 50 %            | 50 %           |
| CSA        | 26 février 2008  | 49 %            | 51 %           |
| Ifop       | 2 novembre 2007  | 55 %            | 45 %           |

#### Dominique Strauss-Kahn - Nicolas Sarkozy
| Sondeur | Date             |                        |                 |
| Sondeur | Date             | Dominique Strauss-Kahn | Nicolas Sarkozy |
| ------- | ---------------- | ---------------------- | --------------- |
| Sondeur | Date             |                        |                 |
| BVA     | 9 juillet 2011   | 54 %                   | 46 %            |
| LH2     | 7 mai 2011       | 65 %                   | 35 %            |
| Ifop    | 21 avril 2011    | 63 %                   | 37 %            |
| Sofres  | 19 février 2011  | 63 %                   | 37 %            |
| CSA     | 15 février 2011  | 61 %                   | 39 %            |
| CSA     | 18 janvier 2011  | 64 %                   | 36 %            |
| BVA     | 15 janvier 2011  | 64 %                   | 36 %            |
| Sofres  | 20 novembre 2010 | 62 %                   | 38 %            |
| Ifop    | 19 novembre 2010 | 59 %                   | 41 %            |
| Sofres  | 21 août 2010     | 59 %                   | 41 %            |
| CSA     | 3 février 2010   | 52 %                   | 48 %            |
| CSA     | 5 novembre 2009  | 51 %                   | 49 %            |

#### Dominique Strauss-Kahn - François Fillon
| Sondeur | Date              |                        |                 |
| Sondeur | Date              | Dominique Strauss-Kahn | François Fillon |
| ------- | ----------------- | ---------------------- | --------------- |
| Sondeur | Date              |                        |                 |
| BVA     | 11 septembre 2010 | 55 %                   | 45 %            |
| CSA     | 3 mars 2010       | 54 %                   | 46 %            |

#### Nicolas Sarkozy - Bertrand Delanoë
| Sondeur | Date            |                 |                  |
| Sondeur | Date            | Nicolas Sarkozy | Bertrand Delanoë |
| ------- | --------------- | --------------- | ---------------- |
| Sondeur | Date            |                 |                  |
| CSA     | 5 novembre 2009 | 53 %            | 47 %             |

#### Nicolas Sarkozy - François Bayrou
| Sondeur | Date            |                 |                 |
| Sondeur | Date            | Nicolas Sarkozy | François Bayrou |
| ------- | --------------- | --------------- | --------------- |
| Sondeur | Date            |                 |                 |
| CSA     | 5 novembre 2009 | 51 %            | 49 %            |

### Estimations des entreprises de sondages à l'issue du second tour
- TNS Sofres[5] : François Hollande 52 % - Nicolas Sarkozy 48 %
- Ipsos[6] : François Hollande 51,9 % - Nicolas Sarkozy 48,1 %
- CSA[7] : François Hollande 51,8 % - Nicolas Sarkozy 48,2 %